# Tao II.
Sekenenre Tao, Sekenera Džehuti-aa ali Sekenenra Taa, imenovam 'Hrabri' je vladal v zadnjem lokalnem kraljestvu v tebanski regiji Gornjega Egipta v Sedemnajsti dinastiji v drugem vmesnem obdobju Egipta.
Sekenenre Tao je bil verjetno sin in naslednik Senakhtenre Ahmoza (Tao I.) in kraljice Tetišeri. Datumi njegovega vladanja so nezansljivi. Na prestol je prišel verjetno v desetletju, ki se je končalo leta 1560 pr. n. št., ali leta 1558 pr. n. št. Domneva temelji na datumu, ko je prišel na prestol njegov sin, ki je kot Ahmoz I. vladal kot prvi vladar Osemnajste dinastije. S svojo kraljico Ahhotep I. je bil oče dveh faraonov: svojega neposrednega naslednika Kamoza, zadnjega iz Sedemnajste dinastije, in Ahmoza I., ki je po regentstvu svoje matere zavladal kot prvi iz Osemnajste dinastije. Sekenenre Tao je zaslužen za uvodne poteze  v revanšistični vojni proti Hiksom, ki so okupirali in vladali v Spodnjem Egiptu. Med vladanjem sina Ahmoza I. je bil Egipt v celoti osvobojen.

## Vladanje
Knjižno izročilo Novega kraljestva omenja, da je Sekenenre Tao prišel v stik s svojim sodobnikom Apepijem ali Apofisom (Apepi I.), Hiksom, ki je vladal na severu. Izročilo je dobilo  obliko pravljice z naslovom Spor Apofisa in Sekenenreja, v kateri je hiksoški kralj Apepi poslal glasnika Sekenenreju v Tebe z zahtevo, naj odstrani bazen povodnih konj v Tebah, ker zaradi njihovega hrupa ne more spati v daljnjem Avarisu. Iz pripovedi je mogoče izluščiti zgodovinski podatek, da je bil Egipt razdeljena dežela in da so na severu vladali Hiksi, katerim je ves Egipt plačeval davek.
Sekenenre Tao je sodeloval v  aktivnrm diplomatskem nastopu, ki je presegel preprosto izmenjavo žalitev z azijskim vladarjem na severu. Zdi se, da se je s Hiksi tudi vojskoval. Sodeč po hudih ranah na glavi na njegovi mumiji v Egipčanskem muzeju v Kairu, je morda umrl ravno v eni od bitk z njimi.
Njegov sin Vadžkheperre Kamoz, zadnji vladar iz Sedemnajste dinastije, ki je vladala v Tebah, je zaslužen za uspešni pohod proti Hiksom in osvoboditev Egipta. Tudi zanj se domneva, da je bil ubit na pohodu proti njim. Po njegovi smrti je kot regentka vladala njegova mati Ahhotep I. Ko je njen mlajši sin Ahmoz I. odrasel, je on zasedel prestol, dokončno pregnal Hikse in ponovno združil Egipt v eno državo.

## Gradnje
Relativno kratka vladavina Sekenenre Tau ni omogočila monumentelnih gradenj, zgradil pa je novo palačo iz blatnih zidakov v Deir el-Ballasu. Na bližnjem griču nad reko so arheologi odkrili temelje zgradbe, ki je bila skoraj zagotovo vojaška opazovalnica.
Na najdišču je bila najdena razmeroma velika količina keramike, znane kot kermanska keramika, kar kaže, da je na tem mestu prebivalo veliko število Nubijcev iz Kerme. Domneva se, da so bili tam kot zavezniki faraona v njegovih vojnah proti Hiksom.

## Mumija
Sekenenrejeva mumija je bila najdena v skrivališču v Deir el-Bahriju, odkritem leta 1881. Pokopan je bil skupaj s kasnejšimi vladarji iz Osemnajste in Devetnajste dinastije Ahmozom I. (njegov drugi sin), Amenhotepom I., Tutmozom I., Tutmozom II., Tutmozom III., Ramzesom I., Setijem I., Ramzesom II. in Ramzesom IX. Mumijo je odkril Eugène Grébaut 5, junija 1886. Grebault je še isti mesec začel odvijati Sekenenrejevo mumijo. Rane na njegovi glavi so kazale, da je bil morda ubit v vojni s Hiksi. V isti sezoni je odvil tudi mumijo Setija I. in mumijo neznanega princa.
Veliko rano na čelu je verjetno povzročila sekira, rane na vratu pa bodalo, ko je ležal na hrbtu. Na rokah in nogah ni nobenih poškodb, kar kaže, da se ni mogel braniti. Do leta 2009 je veljalo, da je bil ubit v bitki ali med spanjem v postelji. Rekonstrukcija njegove smrti, ki sta jo opravila egiptolog Garry Shaw in arheolog in strokovnjak za orožje  Robert Mason je nakazala tretjo in najverjetnejšo različico faraonove smrti: faraona naj bi usmrtil kralj Hiksov. Usmrtitev naj bi bila ceremonialna po tebanskem porazu na bojišču.
Mumija kaže, da je bila mumifikacija opravljena na hitro in površno. Možganov niso odstranili in očesnih votlin niso napolnili s platnom, kot je bilo takrat običajno.
CT skeniranje leta 2021 je odkrilo, da je umrl v svojih štiridesetih letih. Deformirane roke kažejo, da je bil pred smrtjo zvezan ali vklenjen, rane na obrazu pa ustrezajo orožju Hiksov.
Aprila 2021 je bila njegova mumija skupaj z mumijami sedemnajstih drugih kraljev in štirih kraljic preseljena v Muzej egipčanske civilizacije v dogodku, ki so ga poimenovali Parada zlatih faraonov.
- večana bronasta bojna sekira z imenom faraona Sekenenre Taa.
- Fragment pokrova groba princese Ahmoze, na katerem je zapisano ime njenega očeta Sekenenre Taa.; Egipčanski muzej, Torino
- Kraljica Ahhotep I., glavna žena faraona Sekenenre Taa. in mati faraona Ahmoza I.; kraljičin sarkofag, odkrit v Dra Abu el-Nagi, je zdaj v Egipčanskem muzeju v Kairu